# Dichrogaster gemina
Dichrogaster gemina là một loài tò vò trong họ Ichneumonidae.